# Тодор Ангелов (помолог)
Тодор Христов Ангелов е български учен, помолог.

## Биография
Завършва гимназията в Асеновград в един випуск с Николай Хайтов и Борис Димовски. Защитава докторска степен в областта на отглеждането на дюлята във ВСИ „Васил Коларов“ в Пловдив, днес Аграрен университет.
През 70-те години на 20 век разработва популярните и до днес сортове дюли „Триумф“, „Хемус“ и „Асеница“. Автор е на учебници, научни и популярни книги в областта на помологията и овощарството.

## Съчинения
- „Овощна градина“ (1992)
- „Дюля“ (1966)
- „Справочник по овощарство“ (1982)
- „Малка овощна градина“ (1979)
- „Овощарство“ (1990)
- „Помология“ (1983)
- „Малка помология“ (1984)